# KABニュースラウンド
『KABニュースラウンド』（ケイエービーニュースラウンド）は、1993年4月5日から2005年9月30日までに12年半、熊本朝日放送（KAB）が生放送していた平日夕方のローカルワイドニュース番組である。

## 番組概要
- 2年間放送していた前身番組『ステーションEYEくまもと』の後番組。「ステーションEYE」の熊本ローカルパートを独立番組の形とし、1993年4月5日に放送を開始した。

- 番組は熊本県内のニュースと翌日の天気予報を伝えていた。

- 1998年10月5日からは『スーパーJチャンネル』17時台のネットを開始したが、当番組は独立番組として放送を継続していた。

- 2005年10月1日にKABの本社が熊本市花畑町から同市西区二本木へ移転するのに合わせ、番組は同年9月30日放送分をもって終了し、12年半の歴史に幕を下ろした。同年10月3日からは替わって『SuperJ KAB NEWS TRAIN』が放送されていた。

## 放送時間
- 18:30 - 18:50（1993年4月5日 - 1994年4月1日）
- 18:30 - 18:55（1994年4月4日 - 1998年10月2日）
- 18:28 - 18:50（1998年10月5日 - 2000年9月29日）
- 18:28.30 - 18:55（2000年10月2日 - 2005年9月30日）

## メインキャスター
- 小出史 - 『ステーションEYEくまもと』から続投。
- 森内恵美
- 岡田美樹
- 林香織
- 合田美香
- 舩津真弓
- 武藤麻美
- 藤崎太基
- 細谷英宣
- 土屋孝博

### KABローカルニュース番組
- KABニュース

### KABローカルワイドニュース番組
- ステーションEYEくまもと - 前番組。
- KABニューストレイン - 後番組。

### 九州沖縄地区ブロックネット番組
- ほっと540九州沖縄
- スーパーJチャンネル九州・沖縄

### ANN夕方ネットニュース番組
- ステーションEYE
- スーパーJチャンネル

| 熊本朝日放送 平日夕方のKABニュース                      | 熊本朝日放送 平日夕方のKABニュース                   | 熊本朝日放送 平日夕方のKABニュース                      |
| 前番組                                                  | 番組名                                               | 次番組                                                  |
| ------------------------------------------------------- | ---------------------------------------------------- | ------------------------------------------------------- |
| ステーションEYEくまもと （1991年4月1日 - 1993年4月2日） | KABニュースラウンド （1993年4月5日 - 2005年9月30日） | SuperJ KAB NEWS TRAIN （2005年10月3日 - 2012年3月30日） |